# Notepad
Notepad là một trình soạn thảo văn bản đơn giản cho Microsoft Windows và một chương trình chỉnh sửa văn bản cơ bản cho phép người dùng máy tính tạo tài liệu. Nó được phát hành lần đầu dưới dạng chương trình MS-DOS dựa trên chuột vào năm 1983 và đã được đưa vào tất cả các phiên bản Microsoft Windows kể từ Windows 1.0 năm 1985.

## Tổng quan
Notepad là một trong những trình soạn thảo văn bản phổ biến nhất. Văn bản được soạn thảo khi lưu lại thành file có phần mở rộng là.txt, không có thẻ định dạng hay bất kỳ kiểu định dạng nào. Điều này làm cho Notepad thích hợp hơn trong việc chỉnh sửa các tệp sử dụng trong môi trường DOS. Notepad có thể chỉnh sửa những tệp thuộc hầu hết định dạng. Mặc dù vậy, Notepad không có khả năng chỉnh sửa được những tệp Unix một cách chính xác.
Những phiên bản đầu tiên, Notepad chỉ gồm một số chức năng cơ bản, như tìm văn bản. Những phiên bản mới hơn của Windows đã bao hàm bản Notepad được nâng cấp với các chức năng tìm kiếm và thay thế cao cấp hơn, ví dụ như Ctrl+F để tìm kiếm. Trong những phiên bản cũ của Notepad (đi kèm với Windows 95, 98, ME, 3.1) kích thước tối đa của một tệp được chỉnh sửa bằng Notepad được giới hạn trong 64-kilobyte, đó là giới hạn lớp EDIT của hệ điều hành.
Lên đến Windows 95, kiểu chữ (font) duy nhất mà Notepad sử dụng là Fixedsys. Windows NT 4.0 và 98 đã thay đổi kiểu chữ này. Windows 2000 lấy kiểu chữ mặc định là Lucida Console.
Trong những phiên bản Windows xây dựng trên nền Windows NT, Notepad có thể chỉnh sửa tệp văn bản 8-bit truyền thống, tệp văn bản Unicode (cả UTF-8 và UTF-16, với UTF-16 bao gồm của "little-endian" và "big-endian").
Notepad cũng có chức năng ghi nhật ký tích hợp đơn giản. Mỗi khi tệp bắt đầu bằng.LOG được mở, chương trình sẽ chèn dấu thời gian văn bản trên dòng cuối cùng của tệp.
Notepad chấp nhận văn bản từ bảng tạm Windows. Khi dữ liệu clipboard với nhiều định dạng được dán vào Notepad, chương trình chỉ chấp nhận văn bản ở định dạng CF_TEXT. [16] Điều này hữu ích cho việc tước loại phông chữ được nhúng và mã kiểu từ văn bản được định dạng, chẳng hạn như khi sao chép văn bản từ trang web và dán vào thư email hoặc trình soạn thảo văn bản WYSIWYG khác. Văn bản được định dạng có thể được dán tạm thời vào Notepad, và sau đó ngay lập tức sao chép lại ở định dạng tước để dán vào chương trình khác.
Notepad có thể in các tệp, nhưng không in chính xác nếu Word Wrap được bật. Đầu trang, chân trang và lề có thể được đặt và điều chỉnh khi chuẩn bị in một tệp trong Cài đặt trang. Ngày, tên tệp và thông tin khác có thể được đặt trong phần đầu và chân trang với nhiều mã khác nhau bao gồm ký hiệu ('&') kèm theo một chữ cái.
Phiên bản Notepad mới nhất trên Windows 11 được thiết kế lại giao diện và bổ sung một vài tính năng phụ trợ.